# (7701) Zrzavý
(7701) Zrzavý est un astéroïde de la ceinture principale.

## Description
(7701) Zrzavý est un astéroïde de la ceinture principale. Il fut découvert le 14 octobre 1990 à l'Observatoire Kleť par Antonín Mrkos. Il présente une orbite caractérisée par un demi-grand axe de 2,69 UA, une excentricité de 0,24 et une inclinaison de 3,3° par rapport à l'écliptique.

## Compléments